# Kathedraal van Lincoln
De kathedraal van Lincoln (Engels: Lincoln Cathedral) is een gotische kathedraal die zich bevindt in het centrum van de stad Lincoln (Lincolnshire), Engeland.
De kathedraal was van rond 1310 tot 1548 het hoogste bouwwerk ter wereld. Inclusief de vieringtoren zou de kathedraal ongeveer 160 meter hoog zijn geweest. Aan die status kwam in 1548 een einde toen de spits van deze centrale toren tijdens een storm instortte.
Het bouwwerk wordt hoog aangeschreven door verschillende architectuurgeleerden. De eminente victoriaanse schrijver John Ruskin verklaarde:
"Ik heb altijd volgehouden, en ben bereid voor iedereen staande te houden, dat de kathedraal van Lincoln verreweg het kostbaarste stuk architectuur op de Britse Eilanden is en ongeveer tweemaal zoveel waard is als twee van onze andere kathedralen, welke dan ook".

## Geschiedenis
Remigius de Fecamp, eerste bisschop van Lincoln, gaf opdracht om de eerste kathedraal in Lincoln te laten bouwen in 1072. De kathedraal werd gebouwd op de huidige plek en werd afgewerkt in 1092. Bisschop Remigius stierf twee dagen voordat de kathedraal zou worden ingewijd op 9 mei 1092. Ongeveer vijftig jaar later werd het grootste deel van het gebouw verwoest in een brand, bisschop Alexander van Lincoln herbouwde en breidde het gebouw uit. De aardbeving van 15 april 1185 deed de kathedraal instorten.

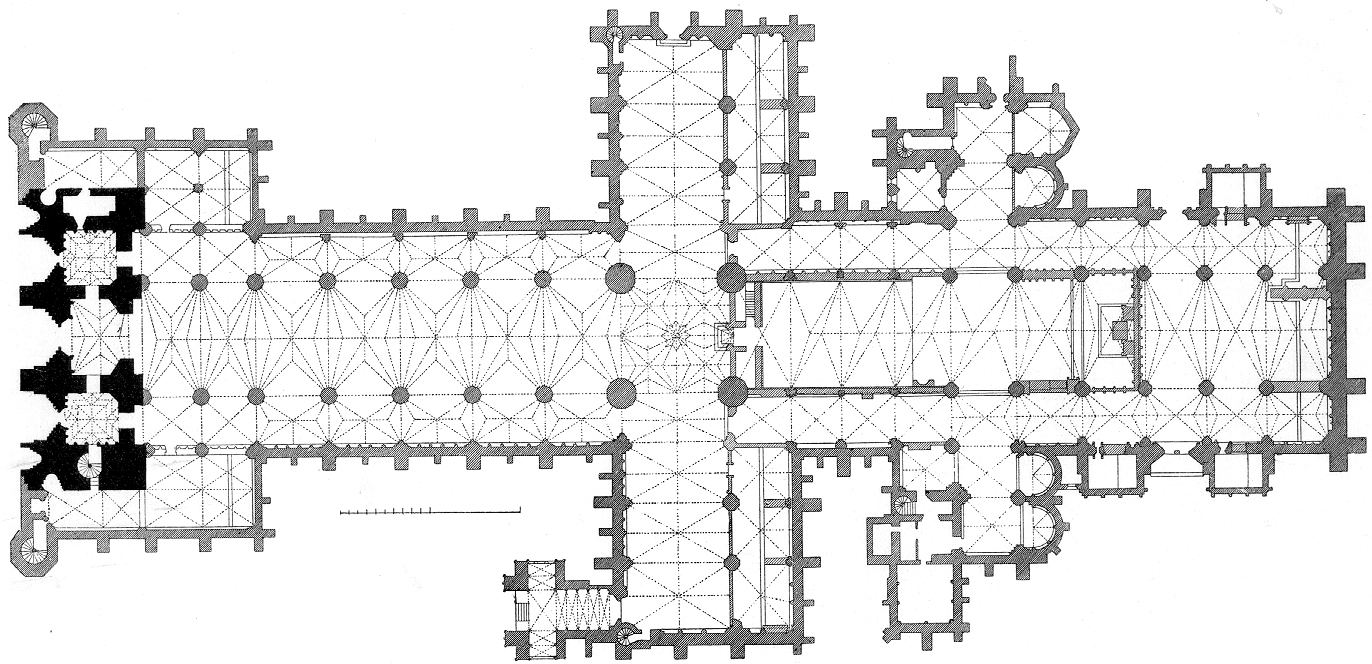
Plattegrond van de kathedraal van Lincoln

Na de aardbeving werd er een nieuwe bisschop aangesteld, Hugo van Lincoln, die oorspronkelijk uit Avalon kwam. Hij begon grootschalige herbouw- en uitbreidingsprojecten. De verbouwing begon aan de oostkant van het gebouw, met een apsis en vijf kleine kapellen. De centrale beuk werd vervolgens herbouwd in de vroege Engelse gotische stijl. De kathedraal volgde ook de andere architectonische vooruitgang van haar tijd zoals spitsbogen, steunberen en kruisribgewelven, wat toeliet om grotere en bredere ramen te plaatsen.
De kathedraal is in vloeroppervlakte de op twee na grootste in Engeland: alleen St Paul's Cathedral en York Minster zijn groter. Het is het grootste gebouw in Lincolnshire.
Er hangen dertien klokken in de zuidwestelijke toren, twee in de noordwestelijke toren en twee in de centrale toren.
In 1237 of 1239 stortte de centrale toren van de kathedraal in, maar in 1255 werd een nieuwe toren gebouwd. De ronde kapellen werden vervangen door een langer, vierkant oostelijk einde. In 1280 werd het koor van de kathedraal opgericht. Tussen 1307 en 1311 werd de centrale toren verhoogd tot zijn huidige hoogte (83 meter). Destijds werd de toren bekroond door een even hoge spits uit hout en lood tot een totale hoogte rond 160 meter, toen het hoogste gebouw ter wereld, hoger dan de piramide van Cheops. Op 31 januari 1548 stortte deze torenspits in tijdens een storm. Hij werd niet meer herbouwd.

## Lincoln Imp

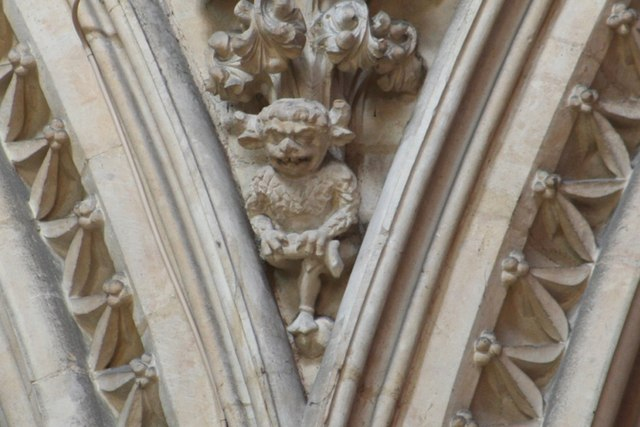
De Lincoln Imp

"De Lincoln Imp" is een stenen beeld in de kathedraal van Lincoln, dat verbonden is aan een 14de-eeuwse legende. Volgens dit verhaal werden twee ondeugende wezentjes (imps) naar aarde gestuurd door Satan om er kwaad werk te verrichten. Na het veroorzaken van chaos elders in Noord-Engeland trokken de wezens naar de kathedraal van Lincoln. Ze vernielden er altaren en beelden tot er een engel verscheen die hen beval te stoppen. Een van de imps zat boven op een stenen pijler toen hij een steen naar de engel wilde gooien; de engel reageerde hierop door de imp te verstenen. De andere kon door de afleiding ontsnappen. De versteende imp staat volgens de legende nu nog steeds in de kathedraal.
De spelers van Lincoln City FC hebben als bijnaam de the imps. Ook is de Lincoln Imp afgebeeld op hun shirts.

## Afbeeldingen

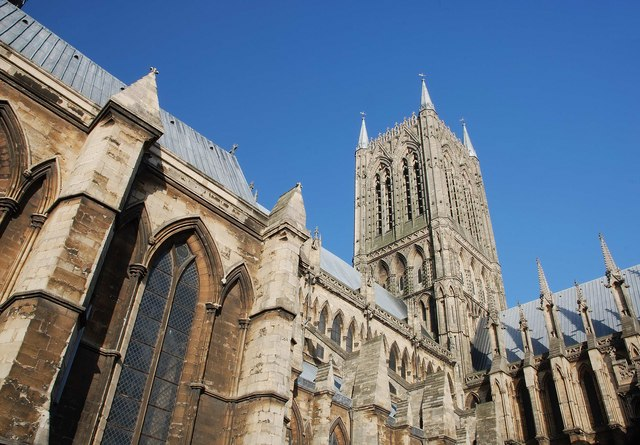
De vieringtoren
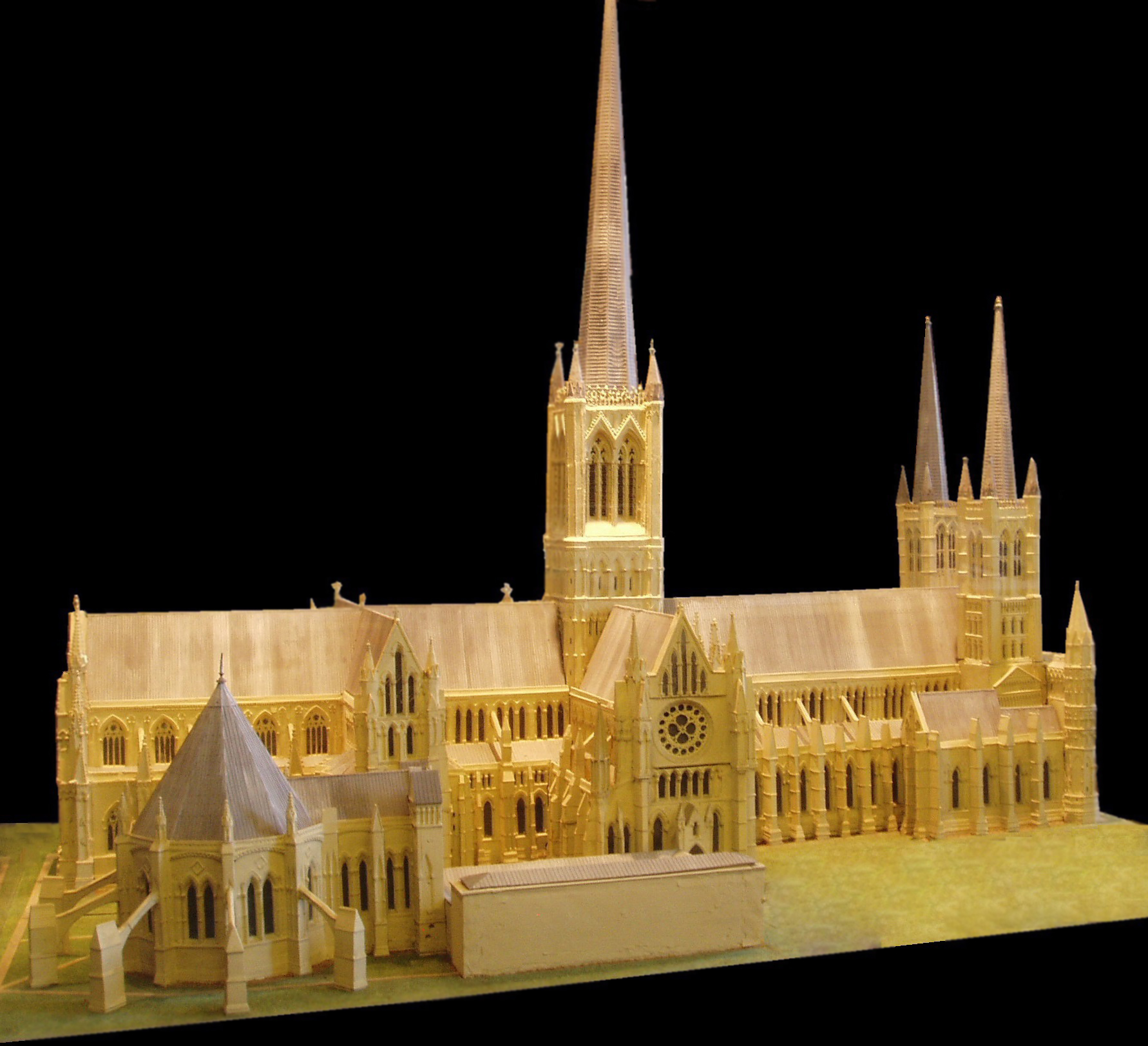
Schaalmodel inclusief de verdwenen torenspitsen
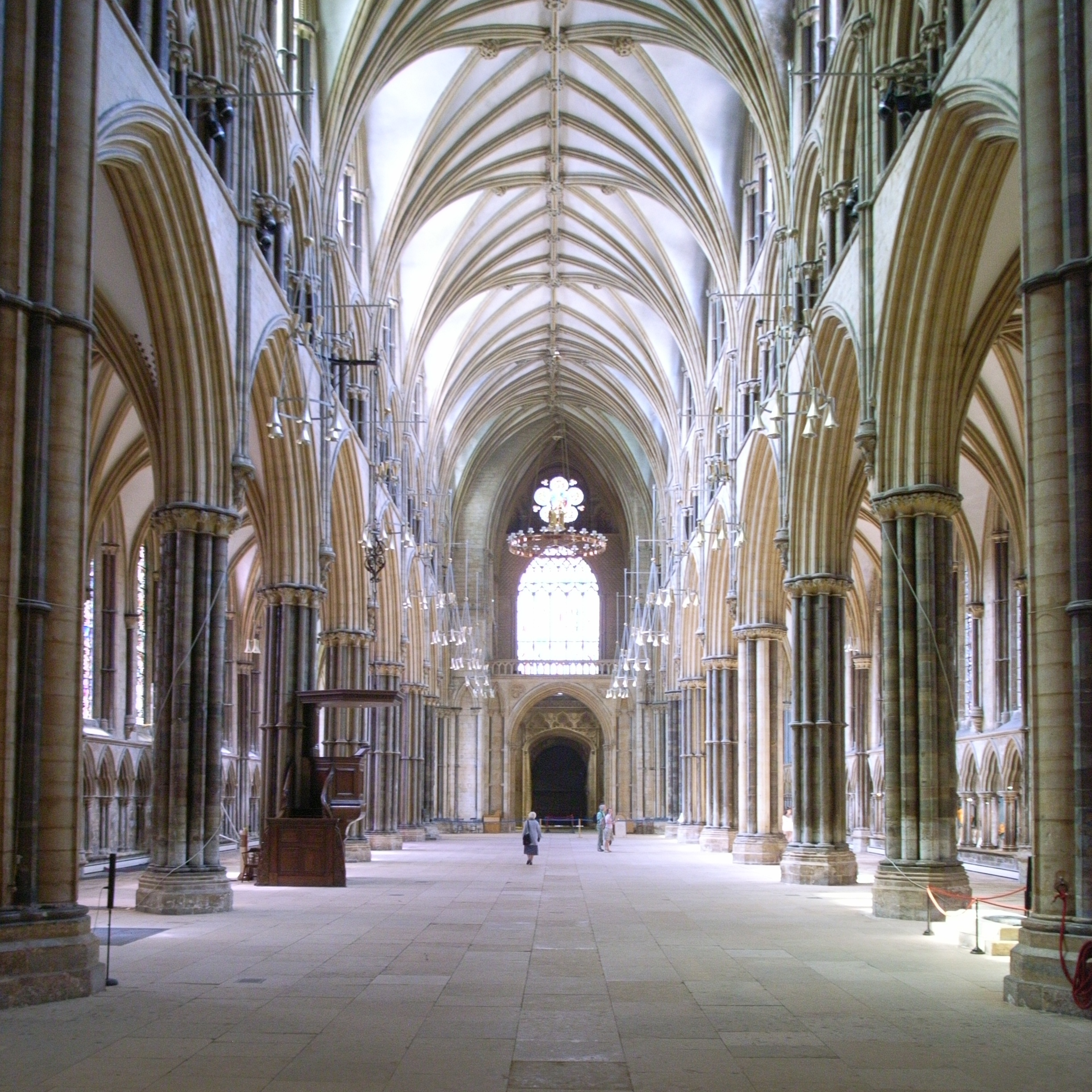
Schip gezien richting het westen
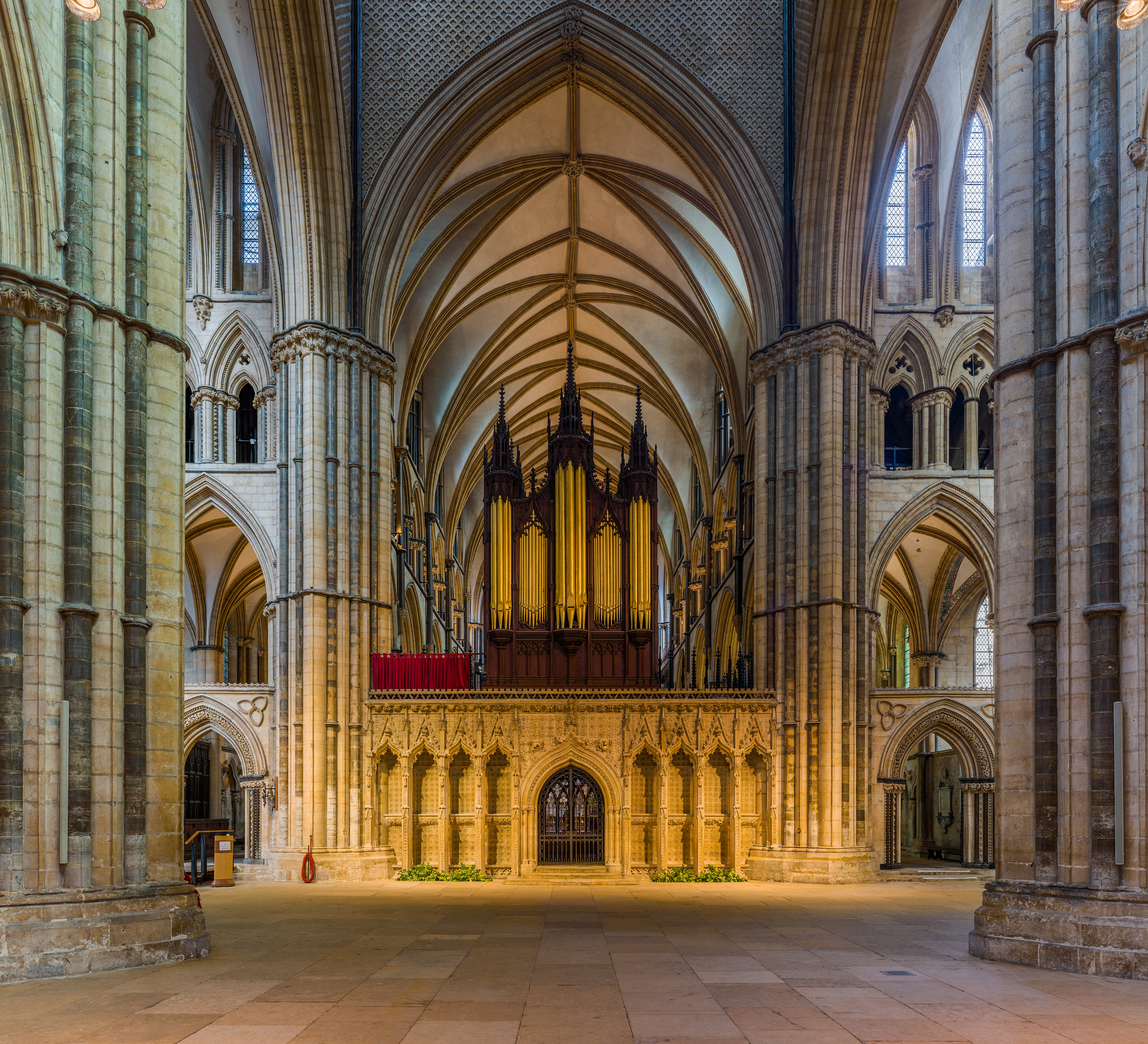
Schip richting het oosten
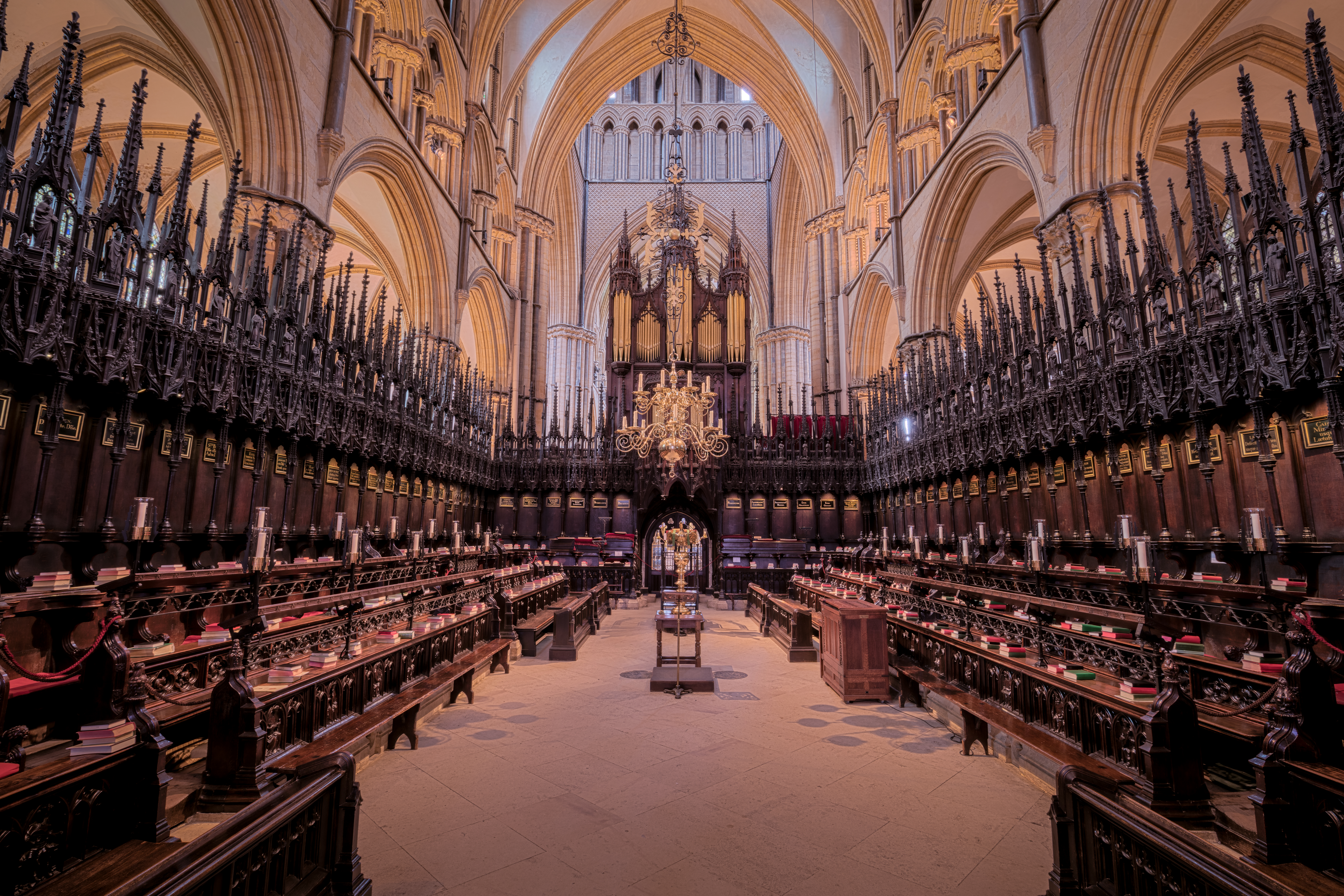
St Hughs Choir (priesterkoor) richting het westen
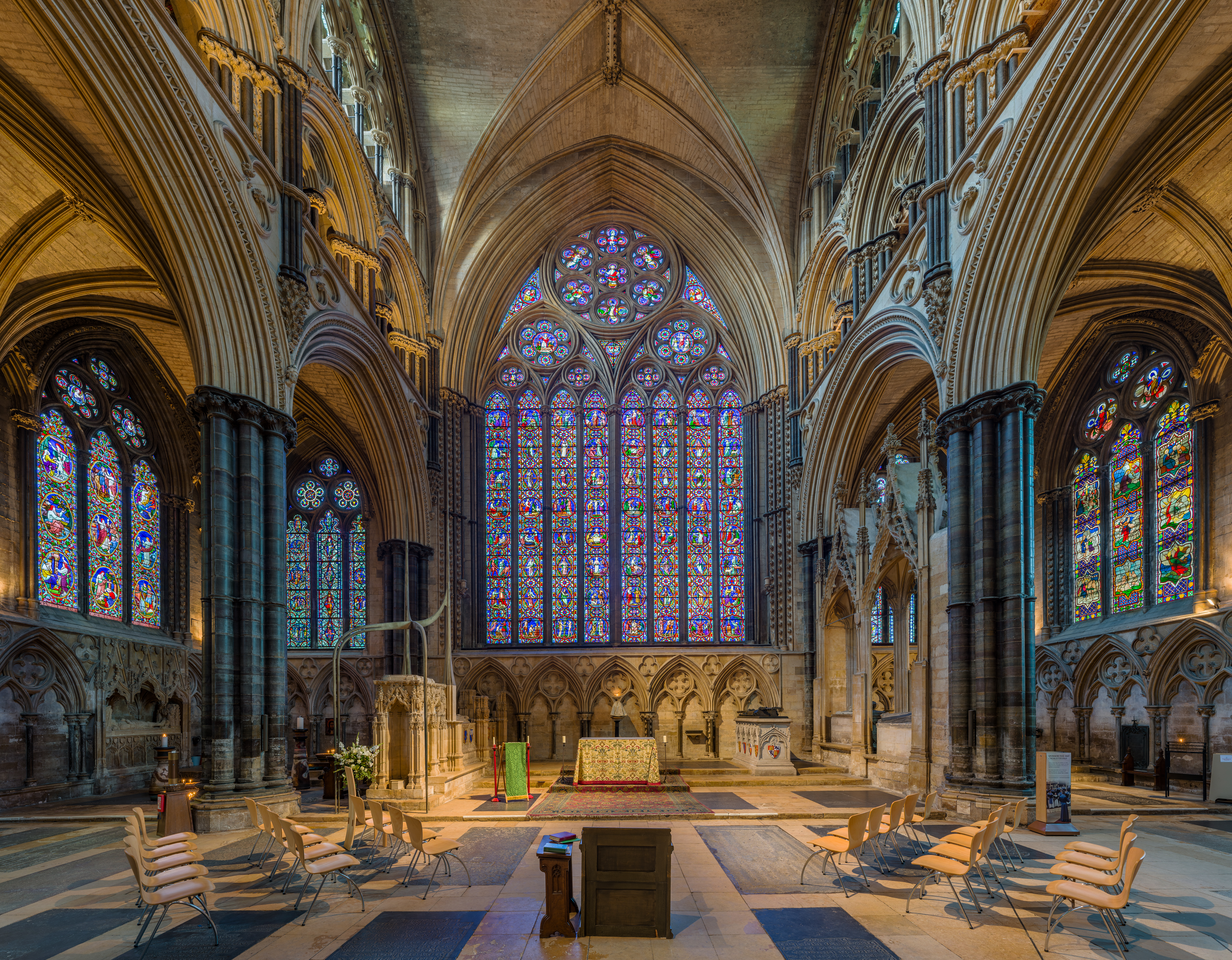
Angel Choir
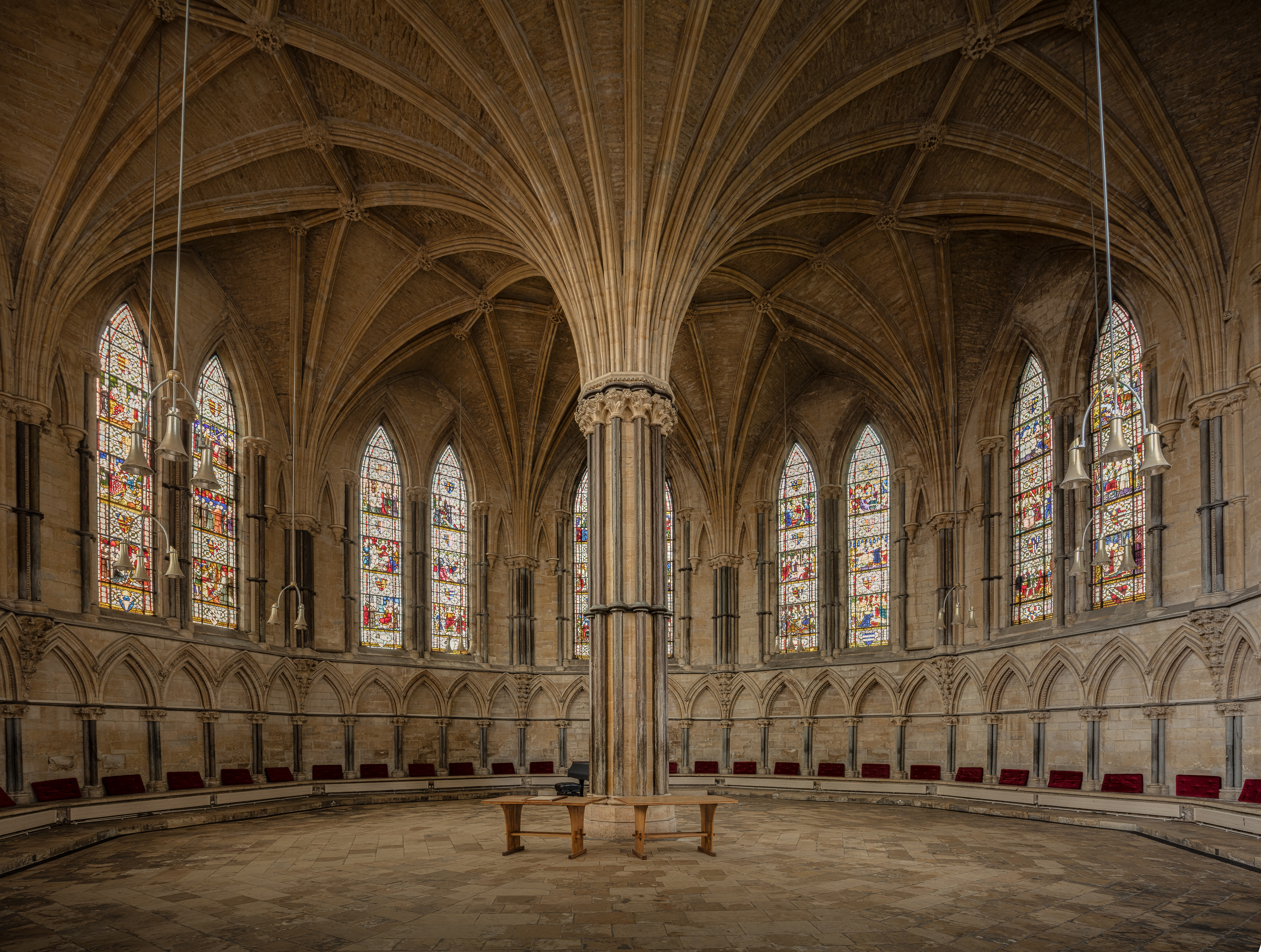
Chapter House binnenzijde
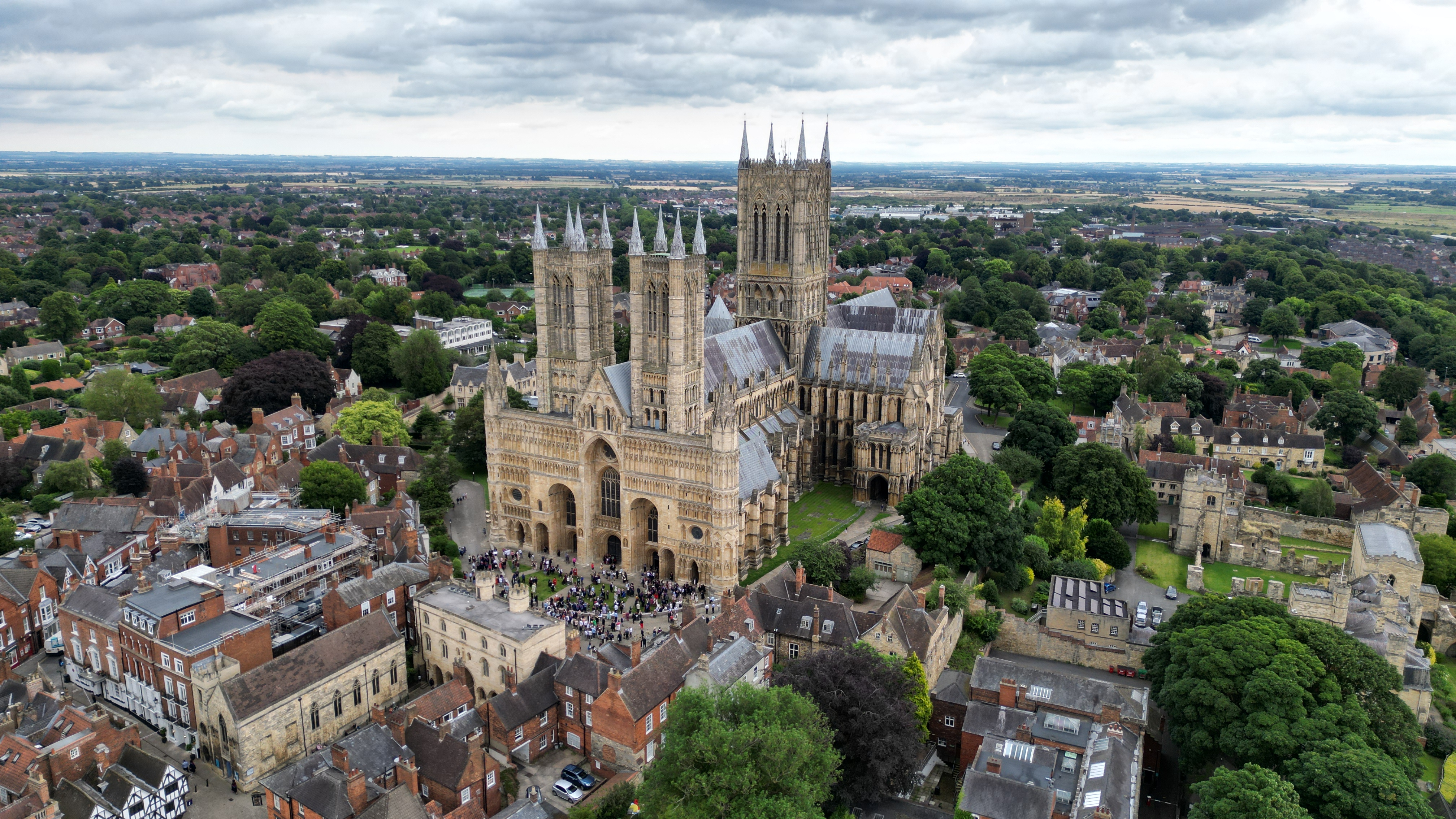
Luchtfoto zuidwestzijde